# I. Hekaib
I. Hekaib (ḥq3-ỉb) ókori egyiptomi hivatalnok volt, Elephantiné polgármestere és a papok elöljárója a XII. dinasztia idején, valószínűleg I. Szenuszert uralkodása utolsó éveiben és/vagy II. Amenemhat uralkodásának kezdetén.
I. Szarenput fia volt, apját követte hivatalában. Nevét a VI. dinasztia idején élt Hekaibról kapta, akit a későbbi nemzedékek nagy tiszteletben tartottak Elephantinéban; a név jelentése „aki szívét uralja” vagy „szívem az uralkodóm”. Hekaib helyi kultuszhelyén előkerült egy szentély, egy szobor és egy áldozati sztélé, melyeket I. Hekaib állíttatott itt. Valószínűleg nem sokáig töltötte be pozícióját. Sírját még nem sikerült azonosítani.

## Fordítás
- Ez a szócikk részben vagy egészben  a   Heqaib I. című német Wikipédia-szócikk ezen változatának fordításán alapul.  Az eredeti cikk szerkesztőit annak laptörténete sorolja fel. Ez a jelzés csupán a megfogalmazás eredetét és a szerzői jogokat jelzi, nem szolgál a cikkben szereplő információk forrásmegjelöléseként.